# Tubo di Krasnikov

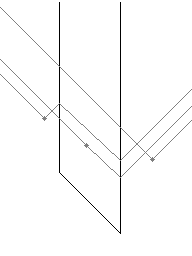
Questo diagramma spaziotempo mostra la struttura causale di un tubo di Krasnikov; la linea a forma di U è il limite del tubo, mentre la linee diagonali rappresentano i coni di luce avanzati dei punti

Il Tubo di Krasnikov è un meccanismo congetturale per il viaggio nello spazio implicando la permanente curvatura dello spaziotempo dentro i tunnel superluminali.

## Origini e teoria
Serguei Krasnikov è un fisico teorico al Osservatorio Astronomico Centrale di Pulkovo a San Pietroburgo, Russia. Egli identificò un'incrinatura critica nel progetto della curvatura dello spazio di Miguel Alcubierre per il viaggio nello spazio: se la curvatura dello spazio si muove più veloce della velocità della luce, non può essere controllata dall'interno. L'analisi di Krasnikov mostra che a velocità superluminali l'interno della bolla viene causalmente isolata tramite la sua superficie dall'esterno. I fotoni non possono passare da dentro a fuori. Perciò, non ci sarebbe modo di controllare l'arresto, la partenza e la guida, nella curvatura dello spazio
Questi problemi possono essere elusi entrando ed uscendo da una curvatura dello spazio di Alcubierre, mentre si viaggia lentamente, aggiustando tramite qualche meccanismo automatico innalzante la velocità della bolla al di sopra della velocità della luce per un periodo programmato, e dunque poi di nuovo diminuendo la velocità per uscire. Questo schema è irrealizzabile perché gli oggetti materiali (come i computer di controllo e i generatori di curvatura) nell'involucro della bolla sarebbero distrutti dalle enormi forze generate dall'annientamento o dalla creazione dello spazio, mentre esternamente alla bolla non viaggerebbero alla velocità superluminale dell'interno e sarebbero lasciati indietro.
L'alternativa di Krasnikov è di creare una curvatura dello spazio dietro la navetta spaziale quando essa viaggia vicino alla velocità della luce verso qualche sistema stellare distante, e dunque usando il "tubo" così creato per il viaggio di ritorno. Questa distorsione dello spazio ha una proprietà interessante per il viaggio di ritorno: essa riporta indietro il viaggiatore bruscamente subito dopo la sua partenza, non importa per quanto lontano egli vada.
In effetti il tubo di Krasnikov è un tunnel attraverso il tempo, connettendo il tempo di partenza della navetta con il tempo del suo arrivo. All'interno lo spazio-tempo del tubo è piatto, ma i limiti del cammino della luce attraverso lo spazio-tempo vengono allargati in modo da permettere il viaggio superluminale in una sola direzione; per esempio, dietro al punto di partenza sulla Terra.

## Violazioni della causalità

### Nel caso di un tubo
Krasnikov sostiene che malgrado gli aspetti della macchina del tempo come la metrica, non possano violare la legge di causalità (ovvero che una causa deve sempre precedere i suoi effetti in tutti i sistemi di coordinate e lungo tutti i percorsi dello spazio-tempo) perché tutti i punti lungo il viaggio di andata e ritorno della navetta spaziale hanno sempre un ordinato intervallo di separazione del tempo [in termini algebrici, {\displaystyle c^{2}dt^{2}} è sempre più grande di {\displaystyle dx^{2}+dy^{2}+dz^{2}}]. Ciò significa, per esempio, che un raggio di luce spedito lungo un tubo di Krasnikov non può essere utilizzato per segnalare l'anteriorità nel tempo.

### Nel caso di due tubi
Mentre un solo tubo di Krasnikov può essere visto al presente senza nessun problema con la causalità, Allen E. Everett e Thomas A. Roman della Tufts University proposero che due tubi di Krasnikovs andando in direzioni opposte potessero creare cicli di tempo (timelike) e violazioni della causalità.
Per esempio, supponiamo che un tubo sia costruito connettendo la Terra ad una stella distante 3000 anni luce. Gli astronauti stanno viaggiando a velocità relativistiche, in modo tale che il viaggio dura solo un anno e mezzo dal loro punto di vista. Allora gli astronauti lasciano il 2° tubo piuttosto che ritornare col 1° tubo, il primo tubo da essi prodotto. Nel giro di un altro anno e mezzo di navigazione nel tempo, essi ritorneranno sulla Terra, ma 6000 anni nel futuro rispetto alla loro partenza. Ora che i due tubi di Krasnikov si ritrovano sul posto, gli astronauti dal futuro possono viaggiare verso Deneb nel 2° tubo, quindi verso la Terra nel 1° tubo che arriverà 6000 anni prima della loro partenza. Il sistema del tubo di Krasnikov è diventato una macchina del tempo.
Si presume che un simile meccanismo che distrugge i wormhole della macchina del tempo distruggerà i tubi della macchina del tempo di Krasnikov. Cioè, la fluttuazione del vuoto crescerà esponenzialmente ed eventualmente distruggerà il secondo tubo di Krasnikov non appena si avvicina al limite del ciclo di tempo (timelike), in cui viene violata la causalità. 